# Amalteja (mitologija)
Amalteja (Amalteia), u grčkoj mitologiji koza, koju je Zeus kao dijete na Kreti sisao i zato je kasnije uvrstio među zvijezde. Prema drugoj priči Amalteja je nimfa, koja je hranila Zeusa mlijekom jedne koze. Zeus je nimfi dao jedan rog te koze s obećanjem, da će u njemu uvijek naći ono, što želi. Taj rog zvan Amaltejin rog ili rog obilja (lat. cornu copiae) simbol je plodnosti i obilja. Amaltejin rog je i jedan od Zeusovih atributa u njegovom ikonografskom prikazu.